# Leptophatnus melanisticus
Leptophatnus melanisticus là một loài tò vò trong họ Ichneumonidae.